# باتلی
longitudeباتلیlatitudeباتلی
باتلی (به انگلیسی: Batley) یک شهرک در بریتانیا است که در Kirklees واقع شده‌است.

## خصوصیات
باتلی ۴۹٬۴۴۸ نفر جمعیت دارد.